# Massaker von Sétif

Die Lage der heutigen Provinz Sétif innerhalb Algeriens

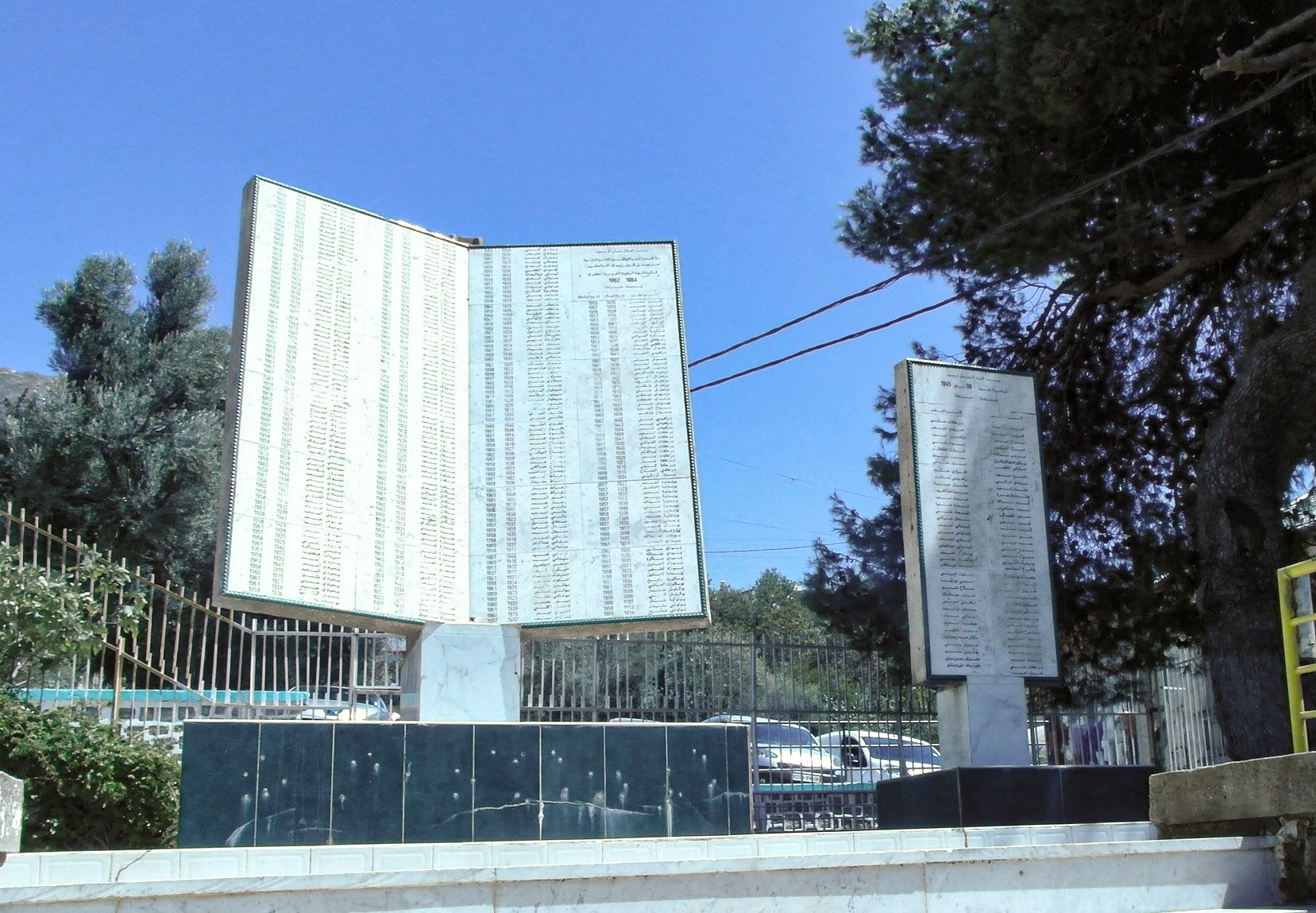
Denkmal zum Gedenken an die Opfer der Massaker vom 8. Mai 1945 in Kherrata (Béjaïa)

Als Massaker von Sétif wird die blutige Niederschlagung von Unruhen ab dem 8. Mai 1945 in den algerischen Orten Sétif, Guelma und Kherrata durch französisches Militär und Milizen bezeichnet.

## Ereignisse

Hergänge in Sétif: In grün der Zug der Demonstranten; in rot die Polizei-Blockaden und Flucht der Demonstranten; türkis markiert das Viertel, in welchem es unmittelbare Gewaltakte gab.

In Französisch-Algerien hatte am 1. Mai 1945 die 1939 verbotene Partei des algerischen Volkes (PPA) in Sétif für die Freilassung ihres im kongolesischen Brazzaville internierten Anführers Messali Hadj demonstriert – die polizeiliche Repression dieser Kundgebung hatte zu Toten geführt. 
Am 8. Mai, dem Tag der Befreiung zum Ende des Zweiten Weltkriegs in Europa, demonstrierte die PPA wieder. Eine Menge von etwa 10.000 Algeriern marschierte auf das Europäerviertel zu. Die Demonstranten forderten Gleichheit, Unabhängigkeit und „Algerien den Arabern“. Die Polizei war unterbesetzt, weil viele europäische Männer wegen des Krieges noch immer in Europa waren und Vichy-Anhänger entlassen worden waren. Die Ersatzkräfte waren Franzosen ohne Ortskenntnisse. Etwa 20 Gendarmen versuchten, den Demonstranten ihre Fahnen zu entreißen – bei dieser Gelegenheit wurde erstmals die grün-weiße algerische Fahne mit rotem Stern und Halbmond geschwungen. Es fielen Schüsse, von denen sowohl Polizisten als auch Demonstranten getroffen wurden. Ein achtjähriges jüdisches Mädchen war das erste Todesopfer.
In den folgenden Stunden töteten Randalierer 22 Europäer, die sie in den Straßen antrafen, und verletzten 80 weitere. Die Aggressionen richteten sich den Verlautbarungen zufolge gegen Europäer und Juden. Unter den Toten befand sich der Bürgermeister Édouard Deluca. Dem Gemeindeangestellten und kommunistischen Parteisekretär Albert Denier wurden beide Hände abgeschnitten, weshalb auch die Kommunistische Partei Frankreichs zu Gegengewalt aufrief und die Vermutung äußerte, der Aufstand sei von deutschen Nazis bezahlt worden. Der Aufruhr breitete sich aus und erreichte am 8. Mai Aïn-Abessa, Amoucha, „Périgotville“, „Sillègue“ und El Ouricia.
Am 9. Mai weitete sich der Aufstand auf die Siedlerkolonien in „Lafayette“, Tizi N'Béchar, Kherrata, „Chevruel“, „Colbert“ und Aïn-Tagrout aus und erreichte am 10. und 11. Mai Tamentout, Fedj M'zala und „St-Arnaud“ und die südlichen Außenhöfe von „Duquenne“ sowie die Küstenorte Souk-el-Thine und Ziama-Mansouria. Während etwa einer Woche wurden vor allem isoliert lebende Europäer attackiert und getötet. Gleichzeitig gab es einen Aufstand in der Region von Guelma. 103 europäische Siedler fielen der Erhebung zum Opfer.
Zunächst kamen Tirailleurs sénégalais als Verstärkung zum Einsatz. Die Kolonialfranzosen bildeten daraufhin mit Billigung der Behörden Selbstverteidigungsmilizen, die Racheakte verübten. Armee und Marine bombardierten und beschossen Dörfer, Militärgerichte fällten 151 Todesurteile (28 davon wurden vollstreckt). Die französische Armee organisierte zudem Unterwerfungszeremonien, in denen Algerier sich vor der französischen Fahne auf den Boden werfen und im Chor wiederholen mussten: „Wir sind Hunde und Ferhat Abbas ist ein Hund“. Mehrere Hundert Algerier wurden selbst nach diesen planvollen Demütigungen herausgegriffen und ermordet. Die „Befriedungsoperation“ endete offiziell am 22. Mai 1945.
Die Zahl der Opfer der Repression wird verschieden hoch angesetzt, was auch daran liegt, dass die französische Regierung eine von dem französischen General Tubert geleitete Untersuchungskommission wieder auflöste. So gibt es genaue Daten über die strafrechtlichen Verfolgungen und die Anzahl der europäischen Opfer, die Anzahl der algerischen Opfer ist aber nicht geklärt. Das offizielle Algerien spricht heute von 45.000 Toten, zuweilen auch von mehr. Nach der Historikerin Annie Rey-Goldzeiguer der Universität Reims ist, solange keine unparteiischen Untersuchungen vorliegen, die zuverlässigste Angabe bezüglich der Opferzahlen die, dass den Verlusten auf französischer Seite ein Hundertfaches an Opfern auf algerischer Seite gegenüberstehe und dass die Erinnerung an dieses Massaker auf beiden Seiten eine ganze Generation geprägt habe. Der französische Historiker Bernard Lugan , der als objektiv gelten kann, aber als Professor an der Militärschule Saint-Cyr auch sehr militärnah ist, gibt unter Berufung auf Angaben des Service historique de la Défense aus dem Jahr 1990 und eine neuere Studie von Roger Vétillard, mit Vorwort von Guy Pervillé (Sétif, mai 1945. Massacres en Algérie, Paris 2008), die Zahl von 7000 bis 10.000 getöteten Algeriern an, wobei Lugan einschränkend hinzufügt, dies sei eine „hohe“ Schätzung. In der heutigen Geschichtsschreibung besteht jedoch auf französischer wie auf algerischer Seite Einigkeit darin, den 8. Mai 1945 als einen Ausgangspunkt für den 1954 ausbrechenden Algerienkrieg anzusehen.

## Erinnerungskultur in der algerischen und französischen Gegenwart
1967 wurde in Sétif das Stade du 8 Mai 1945 erbaut.
Zum 30-jährigen Gedenken wurde 1975 in Algerien eine Umlauf-Gedenkmünze zu 50 Centimes ausgegeben.
Am 8. Mai 2005, anlässlich eines Erinnerungsmarsches mit tausenden Teilnehmern in Sétif, rief Algeriens Staatspräsident Abd al-Aziz Bouteflika Frankreich auf, 60 Jahre nach den Ereignissen endlich das Massaker einzugestehen. Zum dann tatsächlich erstmals erfolgten Eingeständnis des französischen Botschafters Hubert Colin de Verdière, dass es sich bei diesem Massaker um eine „unentschuldbare Tragödie“ gehandelt habe, sagte Bouteflika: „Das algerische Volk wartet noch immer darauf, dass Frankreich der Erklärung des französischen Botschafters überzeugendere Gesten folgen lässt.“
Am 8. Mai 2010 gab die algerische Post eine Erinnerungsbriefmarke zum 65. Jahrestag der Massaker heraus. Abgebildet ist Saâl Bouzid, der als Fahnenträger bei Demonstrationen von einem Polizisten erschossen wurde.
Das Massaker wird in dem Film Hors-la-loi (2010) des französisch-algerischen Regisseurs Rachid Bouchareb geschildert. Der Film wurde unter anderem mit Geldern französischer Fernsehsender produziert. Bei seiner Vorstellung auf dem Filmfestival Cannes 2010 wurde er von einigen französischen Politikern und von Demonstranten als anti-französisch und die Geschichte verfälschend bezeichnet.
2015 nahm der französische Staatssekretär für Veteranen Jean-Marc Todeschini (Kabinett Valls II) an einer Gedenkzeremonie teil.